# 山东纺织工学院
山东纺织工学院于1978年4月经国务院批准建立，是省属普通全日制工科高等学校，也是山东唯一的纺织高校，直属于山东省纺织工业厅。坐落在青岛市，是一所以工为主，工、管、文结合的新型的纺织高等学校。1993年5月，由与原青岛大学、青岛医学院、青岛师范专科学校合并组建而成新青岛大学。

## 办校历史
学院的办学历史可以追溯到1951年创立的华东纺织管理局青岛分局所属的技训班，1953年在技训班的基础上建成纺织部青岛干部学校，1958年扩建为青岛纺织专科学校，升格为大专。1963年先后改为中专性质的青岛纺织工业学校和山东省纺织工业学校。1978年4月，经国务院批准，升格为山东纺织工学院，并于恢复高考的同年开始大学本科招生。77级专业设置有纺织工程和机械工程，78级增加了化纤工程。1979年起，学校一面改造老专业，拓宽专业面，一面增设新专业或整专业方向，形成了以工为主，工、管、文多学科发展，相互渗透，具有鲜明纺织特色的专业体系。从1982年开始，先后有颜色光学、纺织机械、摩擦学、纺织工程和化学纤维5个学科、专业招收硕士学位研究生。1987年全院设有纺织工程、纺织化学、机电工程、管理工程和实用美术等5个系，共设置纺织工程、针织工程、化纤工程、染整工程、纺织机械、工业电气自动化、管理工程、染织设计等8个本科专业，以及工业外贸、工业会计、服装设计和经济法(文科)等4个专科专业。
学院相继举办了干部专修班、夜大学、函授、专业证书教育和各种业务培训班等。1987年全院有学生1865人(其中本科生1189人)，教职工864人，专任教师330人，其中教授6人，副教授65人，讲师140人。建院10年来，共培养2000多名学生，完善科研项目32项，其中获国家科技时步奖2项，部级奖2项，省级奖11项，市级奖8项。相继组建了颜色光学研究所、空气变形丝研究室、新型纺纱研究室、自动化研究室、差别化纤维研究室和工业经济研究室。学院自1978年以来已派遣14名教师赴美国、日本、英国、丹麦、联邦德国等国留学和访问，有的参加了国际学术交流活动。此外还邀请和聘请10多名外籍专家学者来学院进行教学和学术交流。学院出版的刊物有《山东纺院学报》、《教育研究》和院刊。
1985年5月经山东省人民政府批准，同意扩大学院规模为2500人(其中本科生1500人，专科生900人，研究生100人)，另与纺织部联合办学500人，并选址扩建，新院址在浮山南面高教规划区内，占地近400亩，第一期土建工程6万平方米，于1986年动工，当年暑假后部分师生开始在新院上课。1987年学院共占地461亩，建筑面积7.4万平方米。图书馆藏书26.9万册(其中外文书2万册)，另有中外期刊1100种。全院有固定资产3 471.52万元，其中教学、科研仪器设备已达900万元。学院设有纺织、针织、机械等校办工厂，作为院内的教学实习基地，并兼顾生产。1993年5月山东省政府发文，由原青岛大学、山东纺织工学院、青岛医学院、青岛师范专科学校合并组建而成新青岛大学，山东纺织工学院在1993年--1994年期间使用青岛大学工商学院的校名，1994年5月进行了机构合并。

## 相關参见
- 青岛大学